# Ronde van Frankrijk 2007/Zeventiende etappe
De zeventiende van de Ronde van Frankrijk 2007 werd verreden op 26 juli 2007 tussen Pau en Castelsarrasin over een afstand van 188,5 kilometer. Het is de eerste rit na de Pyreneeën. Deze rit werd zonder gele trui gereden. Dit kwam doordat Michael Rasmussen uit de Tour gehaald werd, maar de Tourdirectie besloot om de gele trui pas na de etappe uit te geven aan Alberto Contador.
Winnaar van de etappe werd Daniele Bennati.

## Verloop
Vlak na de start werd er een kopgroep van acht renners gevormd, waarin Jens Voigt, Martin Elmiger, Manuel Quinziato, Daniele Bennati, Daniele Righi, Markus Fothen, Matteo Tosatto en David Millar zaten.
In het begin schommelde de voorsprong rond de minuut, en leek de poging van de ontsnappers te mislukken, maar toen de Caisse d'Epargneploeg ophield met het controleren van de koers, liep de voorsprong op.
Doordat Bennati de anderen in de sprint altijd zou kloppen, was het wachten op de demarrages van de rest. Bennati toonde zich echter zeer sterk, door zelf achtereenvolgens Elmiger, Voigt en Fothen terug te halen. Door dit geweld moesten de overige vier (Righi, Millar, Tosatto en Quinziato) lossen.
Het was inmiddels zo duidelijk als wat dat Bennati de sterkste man in koers was. De andere drie probeerden het nog wel, maar kwamen niet weg. Met twee vingers in de neus won de Italiaan de sprint, voor Fothen, Elmiger en Voigt.

### Tussensprints
- Eerste tussensprint in Rabastens-de-Bigorre, na 44,5 km: Manuel Quinziato
- Tweede tussensprint in Solomiac, na 146,5 km: Daniele Bennati

### Bergsprint
- Eerste bergsprint, Côte de Baleix (3de cat.), na 23 km: Matteo Tosatto
- Tweede bergsprint, Côte de Villecomtal (4de cat.), na 54 km: Markus Fothen
- Derde bergsprint, Côte de Miélan (4de cat.), na 59,5 km: Markus Fothen
- Vierde bergsprint, Côte de Sainte-Dode-aux-Croix (4de cat.), na 63,5 km: David Millar
- Vijfde bergsprint, Côte de Theux (4de cat.), na 72,5 km: David Millar
- Zesde bergsprint, Côte de la Montagnère (4de cat.), na 169,5 km: Jens Voigt

## Uitslag
| rang | renner             | land                | ploeg                  | tijd       |
| ---- | ------------------ | ------------------- | ---------------------- | ---------- |
| 1    | Daniele Bennati    | Italië              | Lampre - Fondital      | 4u 14' 04" |
| 2    | Markus Fothen      | Duitsland           | Gerolsteiner           | z.t.       |
| 3    | Martin Elmiger     | Zwitserland         | Ag2r Prévoyance        | z.t.       |
| 4    | Jens Voigt         | Duitsland           | Team CSC               | z.t.       |
| 5    | David Millar       | Verenigd Koninkrijk | Saunier Duval          | op 2' 41"  |
| 6    | Matteo Tosatto     | Italië              | Quickstep - Innergetic | op 2' 43"  |
| 7    | Manuel Quinziato   | Italië              | Liquigas               | op 3' 20"  |
| 8    | Daniele Righi      | Italië              | Lampre - Fondital      | z.t.       |
| 9    | Tom Boonen         | België              | Quickstep - Innergetic | op 9' 37"  |
| 10   | Sébastien Chavanel | Frankrijk           | La Française des Jeux  | z.t.       |

## Algemeen klassement
| rang | renner           | land             | ploeg                  | tijd        |
| ---- | ---------------- | ---------------- | ---------------------- | ----------- |
| 1    | Alberto Contador | Spanje           | Discovery Channel Team | 80u 42' 08" |
| 2    | Cadel Evans      | Australië        | Predictor - Lotto      | op 1' 53"   |
| 3    | Levi Leipheimer  | Verenigde Staten | Discovery Channel Team | op 2' 49"   |
| 4    | Carlos Sastre    | Spanje           | Team CSC               | op 6' 02"   |
| 5    | Haimar Zubeldia  | Spanje           | Euskaltel - Euskadi    | op 6' 29"   |

Proloog ·
1e etappe ·
2e etappe ·
3e etappe ·
4e etappe ·
5e etappe ·
6e etappe ·
7e etappe ·
8e etappe ·
9e etappe ·
10e etappe ·
11e etappe ·
12e etappe ·
13e etappe ·
14e etappe ·
15e etappe ·
16e etappe ·
17e etappe ·
18e etappe ·
19e etappe ·
20e etappe
Startlijst · Eindstanden · Afbeeldingen